# Boeing XF8B
Le Boeing XF8B  (désigné Model 400 par le constructeur) est un avion monomoteur développé par Boeing pendant la Seconde Guerre mondiale, dans le but de fournir à l'United States Navy un avion de chasse embarqué de longue portée. Le XF8B est prévu pour être utilisé dans des opérations visant le Japon menées par des porte-avions, ceux-ci restant hors de portée des avions japonais basés à terre. Il est conçu pour différents rôles, intercepteur, chasseur d'escorte à longue portée, bombardier en piqué ou bombardier-torpilleur. Malgré ses capacités redoutables, le XF8B-1 ne fut pas produit en série.

## Développement
Le XF8B-1 est, à l'époque, le plus grand et le plus lourd des chasseurs monoplaces et monomoteurs conçus aux États-Unis. De manière optimiste, Boeing le qualifie de « chasseur cinq-en-un » (chasseur, intercepteur, bombardier, bombardier en piqué, bombardier-torpilleur). Il est propulsé par un moteur en étoile Pratt & Whitney XR-4360-10 de 28 cylindres à quatre rangées, entraînant deux hélices contrarotatives à trois pales et développant 3 000 ch.
L'extrémité de ses grandes ailes peut se replier verticalement, alors que le fuselage comprend une soute à bombes et de grands réservoirs. Une réserve supplémentaire de carburant peut être transportée à l'extérieur. L'armement proposé comprend six mitrailleuses 12,7 mm ou six canons 20 mm montés sur les ailes, une charge de bombes pouvant atteindre 2 900 kg ou bien deux torpilles de 900 kg. Dans sa configuration finale, il s'agit d'un appareil grand mais de conception simple, disposant d'une verrière en forme de bulle, d'un robuste train d'atterrissage principal repliable dans les ailes, et d'une dérive inspirée de celle du Boeing B-29.
Le contrat de trois prototypes (BuNos 57984 à 57986) est attribué le 4 mai 1943, mais un seul appareil est achevé avant la fin de la Seconde Guerre mondiale. L'avion effectue son premier vol en novembre 1944. Les deux autres prototypes sont achevés après la guerre, le troisième étant évalué par l'Armée de l'air américaine sur la base aérienne d'Eglin en Floride.

## Histoire opérationnelle
Pour accélérer l'évaluation de l'avion, un second cockpit est intégré sur les deux premiers prototypes, afin de permettre à un ingénieur d'observer les vols d'essai. Un second siège est facilement ajouté dans le vaste cockpit.
L'armée de l'air teste le XF8B jusqu'en 1946 et la marine jusqu'en 1947. Néanmoins, la fin de la guerre dans le Pacifique et les changements stratégiques intervenus après guerre obligent la firme Boeing à se concentrer sur la construction de bombardiers lourds, basés à terre, et d'avions de transport. En outre, l'apparition des premiers chasseurs à réaction entraîne l'annulation de nombreux projets d'avions propulsés par un moteur à pistons. En conséquence, l'intérêt que l'armée américaine portait au projet s'évanouit et la Marine n'envisage plus qu'une commande réduite. Boeing choisit donc d'abandonner le programme.
Les essais menés à Boeing Field sont entachés par un accident, un pilote rétracte accidentellement son train d'atterrissage lors de son approche finale. L'enquête révèle que l'incident a été causé par un interrupteur défectueux. L'accident se produit à la fin d'une tranche horaire de l'usine Boeing et de nombreux employés assistent à l'atterrissage sur le ventre effectué par le pilote. Les prototypes sont envoyés à la ferraille l'un après l'autre, le dernier (numéro 57986) est détruit en 1950.

## Opérateurs
États-Unis
- United States Army Air Forces
- United States Navy

### Aéronefs comparables
- Douglas AD Skyraider
- Blackburn Firebrand
- Curtiss XBTC
- Goodyear F2G Corsair (en)
- Martin AM Mauler
- Chance Vought F4U Corsair